# Liste der Monuments historiques in Coux (Charente-Maritime)
Die Liste der Monuments historiques in Coux (Charente-Maritime) führt die Monuments historiques in der französischen Gemeinde Coux auf.

## Liste der Objekte
Zum Verständnis siehe: Kirchenausstattung
| Bezeichnung                 | Beschreibung                                                     | Standort                        | Kennzeichnung | Schutzstatus | Datum | Bild |
| --------------------------- | ---------------------------------------------------------------- | ------------------------------- | ------------- | ------------ | ----- | ---- |
| Tabernakel                  | Holz, 18. Jahrhundert                                            | in der Kirche St-Hilaire (Lage) | PM17002010    | Inscrit      | 2004  |      |
| Gemälde Johannes der Täufer | Öl auf Leinwand, nach Bartolomé Esteban Murillo, 19. Jahrhundert | in der Kirche St-Hilaire (Lage) | PM17002008    | Inscrit      | 2004  |      |
| Altar                       | Stein, Ende des 18. Jahrhunderts                                 | in der Kirche St-Hilaire (Lage) | PM17002009    | Inscrit      | 2004  |      |
| Chorschranke                | Schmiedeeisen, 1769                                              | in der Kirche St-Hilaire (Lage) | PM17000094    | Classé       | 1911  |      |